# 滋賀県獣医師会
公益社団法人滋賀県獣医師会（こうえきしゃだんほうじんしがけんじゅういしかい 英称 Shiga Veterinary Medical Association）は、滋賀県知事所管の滋賀県の獣医師を会員とする公益法人。

## 本部所在地
- 〒520-0807 滋賀県大津市松本1-2-20 滋賀県農業教育情報センター内

## 業務内容
- 獣医師会員の学術技能向上のための研修会・講習会事業等の実施
- 滋賀県との動物に関する連携事業
- 疾病している野鳥の保護・救護
- 県内各学校で飼われている動物の飼育指導
- 県内各市町村との動物に関する連携事業
- 狂犬病の予防接種・防止活動